# Francisco de Enciso Zárate
Francisco de Enciso Zárate escritor español, nacido en Logroño, perteneciente a una familia hidalga de escasos recursos. Fue secretario de Don Pero Álvarez Osorio, Marqués de Astorga. En 1532, mientras residía en Valladolid, publicó en esa ciudad las dos primeras partes del libro de caballerías Florambel de Lucea, reimpresas en Sevilla en 1548. En 1549 suscribió con el librero Rogel de Senat un contrato de edición para la impresión de una tercera parte, de la que solamente se conservan ejemplares manuscritos. Murió en 1570.
Hay motivos para suponer que Francisco de Enciso Zárate fue también el autor de La crónica del muy valiente y esforzado caballero Platir, impresa por primera vez en Valladolid en 1533 y reimpresa en Sevilla en 1540, así como del Diálogo de verdades, obra escrita al final de su vida y que permaneció en forma manuscrita e inédita hasta 2008.